# Réka Szilágyi
Réka Szilágyi (* 19. Januar 1996 in Szolnok) ist eine ungarische Leichtathletin, die sich auf den Speerwurf spezialisiert hat.

## Sportliche Laufbahn
Erste internationale Erfahrungen sammelte Réka Szilágyi 2013 bei den Jugendweltmeisterschaften in Donezk, bei denen sie mit einer Weite 54,24 m den vierten Platz belegte. Im Jahr darauf nahm sie an den Juniorenweltmeisterschaften in Eugene teil, schied dort aber mit 49,29 m in der Qualifikation aus. 2015 erreichte sie bei den Junioreneuropameisterschaften im schwedischen Eskilstuna mit 55,91 m Rang vier und 2017 wurde sie bei den U23-Europameisterschaften in Bydgoszcz mit 55,93 m Neunte, ehe sie bei ihrer ersten Teilnahme an der Sommer-Universiade in Taipeh mit 52,54 m auf Rang 13 landete. Zwei Jahre später wurde sie bei den Studentenweltspielen in Neapel mit 59,02 m Vierte. Zudem nahm sie im September an den Weltmeisterschaften in Doha teil, bei denen sie aber mit 56,26 m in der Qualifikationsrunde ausschied. 2021 siegte sie mit 59,66 m bei der Hungarian GP Series Tatabánya und nahm anschließend an den Olympischen Sommerspielen in Tokio teil und verpasste dort mit 57,39 m den Finaleinzug. Daraufhin siegte sie mit 60,70 m bei der Hungarian GP Series Budapest.
2022 belegte sie bei den Europameisterschaften in München mit 60,57 m den vierten Platz und siegte anschließend mit 60,09 m bei der Hungarian GP Series – Budapest. Im Jahr darauf startete sie bei den Heimweltmeisterschaften in Budapest und schied dort mit 56,21 m in der Qualifikationsrunde aus.
In den Jahren 2015 und 2016 sowie von 2019 bis 2022 wurde Szilágyi ungarische Meisterin im Speerwurf.